# Amy Ruffle
Amy Ruffle (Victoria; 25 de febrero de 1992) es una actriz australiana, más conocida por interpretar en la cadena televisiva Network Ten a Sirena en la serie Mako Mermaids. 

## Biografía
Estudia en el Strathcona Baptist Girls Grammar School en Victoria.
En 2012 comenzó a salir con el actor australiano Lincoln Younes, sin embargo la relación terminó en 2017.

## Carrera
En 2008 apareció en varios teatros musicales.
En 2012 apareció en la película Border Protection Squad donde interpretó a Monique junto a los actores Lachy Hulme y Christian Clark.
En 2013 unió al elenco principal de la nueva serie Mako Mermaids donde  interpreta a la sirena llamada Sirena.

## Filmografía
Series de televisión
| Año         | Título        | Personaje | Notas        |
| ----------- | ------------- | --------- | ------------ |
| 2013 - 2014 | Mako Mermaids | Sirena    | 52 episodios |

Películas
| Año  | Título                  | Personaje | Notas                                                                           |
| ---- | ----------------------- | --------- | ------------------------------------------------------------------------------- |
| 2014 | Border Protection Squad | Monique   | junto a Christian Clark, Josh Lawson, Lachy Hulme & Ash Williams, Amber Clayton |

Teatro
| Año  | Obra                                                             | Personaje          | Director (a)       | Teatro           | Notas |
| ---- | ---------------------------------------------------------------- | ------------------ | ------------------ | ---------------- | ----- |
| 2011 | The Last Train - An Urban Tale Featuring the Songs of Paul Kelly | Estudiante         | Andrew Martin      | -                | -     |
| 2010 | Bare                                                             | Cindi              | Robbie Carmellotti | New Beat Theatre | -     |
| 2010 | Disneyland LA: Summer Dance Classic                              | Cantante/Bailarina | Renie-Anne Martini | -                | -     |
| 2009 | Honey Tummy                                                      | Presentadora       | John Gibbard       | -                | -     |